# Hypercompe delicatula
Hypercompe delicatula är en fjärilsart som beskrevs av Guen. Hypercompe delicatula ingår i släktet Hypercompe och familjen björnspinnare. Inga underarter finns listade i Catalogue of Life.